# Махтеш Рамон
Махтеш Рамон (на иврит: מכתש רמון; в превод: кратерът Рамон) е геоложка забележителност в израелската пустиня Негев. Намира се около 85 км южно от град Вирсавея, образуванието е най-големият в света „ерозионен циркус“ (стръмна долина или каньон). Формацията е с дължина 40 км, 2 – 10 км широк, около 500 метра дълбок и има формата на продълговато сърце. Въпреки външния си вид той не е ударен кратер или вулканичен кратер.
Единственото селище в района е малкото градче Мицпе Рамон (на иврит: מצפה רמון – „Рамонска гледка“), разположено в северния край на падината. Днес този район представлява най-големия национален парк в Израел, Природен резерват Рамон.

## Формиране
Преди стотици милиони години пустинята Негев е била покрита от океан. Впоследствие океанът бавно започва да се отдръпва на север, оставяйки след себе си хълм с формата на гърбица. Постепенно гърбицата се заглажда под въздействието на водата и климатичните условия. Преди приблизително пет милиона години реките променят коритата си, издълбавайки вътрешността на кратера, който е бил от по-мека скала спрямо горната и така се образува Арабската долина (Уади ал Араба). Дъното на кратера продължава да спада с много по-голяма скорост отколкото околните стени и с времето разликата във височината става все по-голяма. Докато кратерът се задълбочава, отдолу се показват все повече слоеве от древни скали, като скалите в дъното на кратера са на възраст над 200 милиона години. Днес кратерът има 500 метра дълбочина, като най-дълбоката точка е Ein Saharonim. Този извор е единственият естествен водоизточник в кратера, поддържащ значителна част от популацията на диви животни, включително кулани и нубийски козирози.

## Геология
Кратерът Рамон съдържа разнообразие от скали, включително глинени хълмове, известни със своите фантастични форми и червени и жълти цветове. По границите на кратера се издигат впечатляващи възвишения – Хар Рамон (връх Рамон) в южния край, Har Ardon (връх Ардон) в североизточния край и две плочи – Хар Марпек (връх Марпек – „Лъкът“) и Хар Катум (връх Катум – „Отрязан“) по южната стена. Хълмовете до североизточния край на кратера някога са били изцяло покрити със спираловидни вкаменелости от амонит, вариращи от размерите на охлюв до тези на гума от трактор. За съжаление, през времето повечето от по-едрите са  извлечени, така че днес могат да бъдат намерени само по-малки вкаменелости.
Giv'at Ga'ash, черен хълм в северната част на кратера, някога е бил активен вулкан, който е изригнал преди хиляди години и е покрил хълма с лава, която бързо охлаждайки се на открито, се превръща в базалт. Варовик, покрит с базалт, може да се намери и в по-малки черни хълмове в южната част на кратера, включително Карней Рамон.
Шен Рамон (Зъбът на Рамон) е скала, съставена от магма, която се е втвърдила, докато е била под земята. По-късно се е издигнал през пукнатини в земната повърхност и днес стои в поразителен контраст с близката кремава южна стена на кратера като черна скала с остри ръбове.
В центъра на кратера се намира ХаМинсара (Дърводелският цех), нисък хълм, съставен от колоновидно съединен пясъчник – многоъгълни призматични колони от кварцит .
Двучерупчестите птериидани Семейство Ramonalinidae се срещат в скалите от ранния среден триас на Махтеш Рамон и са кръстени на тази забележителност.
Нахал Ардон в източната част на кратера съдържа няколко вертикални диги. До някои от тях могат да бъдат намерени геоди от селестин.

## Фауна
Куланът е представен вид в Makhtesh Ramon. През 1995 г. популацията в района се е увеличила до 40 възрастни екземпляра. Животните са хибриди на два различни подвида на азиатското диво магаре. Произлиза от туркменския кулан (E. h. kulan) и персийския онагър (E. h. onager). Първоначалният подвид, сирийското диво магаре (E. h. hemippus), е напълно изчезнал.
Други по-големи бозайници в района включват нубийски козирог, газели доркас, ивичести хиени, арабски вълци, каракали, златисти чакали и бели орикси. В исторически план районът е бил дом на арабски леопарди. Те обаче вероятно вече са изчезнали като вид в Израел.

## История
В кратера се намират останките на голяма праисторическа каменна конструкция, известна като Khan Saharonim, която се е намирала по протежение на древния Път на благовонията – търговски маршрут, използван от набатеите преди 2000 години. Тези руини са играли роля на междинна спирка за търговците и техните животни (хан е арабската дума за кервансарай), по техния път на запад към средиземноморския пристанищен град Газа.
На върха в северната част на кратера може да се види Мецад Махмал – останки от укрепление, използвано от набатеите и римляните за защита по Пътя на благовонията. Мястото е разкопано от археолози и е обявено за обект на световното наследство от ЮНЕСКО през 2005 г.